# Port lotniczy Iquitos-Coronel FAP Francisco Secada Vignetta
Port lotniczy Iquitos-Coronel FAP Francisco Secada Vignetta – międzynarodowy port lotniczy zlokalizowany w peruwiańskim mieście Iquitos.